# Angylocalyx
Angylocalyx là một chi rau đậu thuộc họ Fabaceae. 
Nó gồm các loài:
- Angylocalyx braunii
- Angylocalyx talbotii